# Airwork
Airwork è un'azienda di aviazione con sede ad Auckland, in Nuova Zelanda. Il gruppo Airwork è la più grande compagnia di aviazione generale della Nuova Zelanda. Si concentra sulla manutenzione, leasing e operazioni di aerei ed elicotteri lavorando con enti pubblici e privati, con una flotta di elicotteri e e Boeing 737 cargo.
Opera servizi di trasporto merci in Australia per Toll Priority e Pacific Air Express. Gestisce servizi postali notturni per la New Zealand Post e Freightways attraverso un accordo di joint venture. La sua base principale è l'aeroporto di Auckland.

## Storia
Il gruppo Airwork è una delle più antiche compagnie aeree della Nuova Zelanda. Airwork è stata fondata nel 1936 dagli ingegneri aeronautici Charles e Arthur (Bill) Brazier come società di manutenzione aeronautica che originariamente assemblava biplani Tiger Moth presso l'aeroporto di Rongatai. Con lo sviluppo del settore, Airwork passò al settore della revisione dei motori e negli anni '70 divenne una società quotata in cui Brierley Investments costituiva una partecipazione azionaria sostanziale. L'azienda venne acquistata nel 1984 da Hugh Jones e Alan Hubbard, e nel 1988 Hugh Jones prese il controllo dell'intera azienda.
Airwork Holdings Limited è stata quotata alla Borsa della Nuova Zelanda (NZX) nel 2013 con il codice AWK a un prezzo IPO di $ 2,60 per azione. Il profitto di Airwork è aumentato del 52% nell'anno conclusosi il 30 giugno 2014. Nell'ottobre 2016, il gruppo cinese Zhejiang Rifa Holding ha offerto $ 5,40 per azione per il 75% dell'attività. L'offerta si è chiusa all'inizio di marzo 2017 con l'accettazione da parte degli azionisti del 94,7%. Il 27 settembre 2017, Rifa Jair Company, un'unità di Zhejian Rifa Holding group Co, ha presentato un'offerta pubblica di acquisto per tutte le azioni ordinarie interamente pagate di Airwork Holdings con un premio del 21% rispetto al prezzo di chiusura del 26 settembre 2017. Nel gennaio 2020, Airwork ha iniziato i servizi attraverso la Tasmania in collaborazione con Fedex.

## Flotta

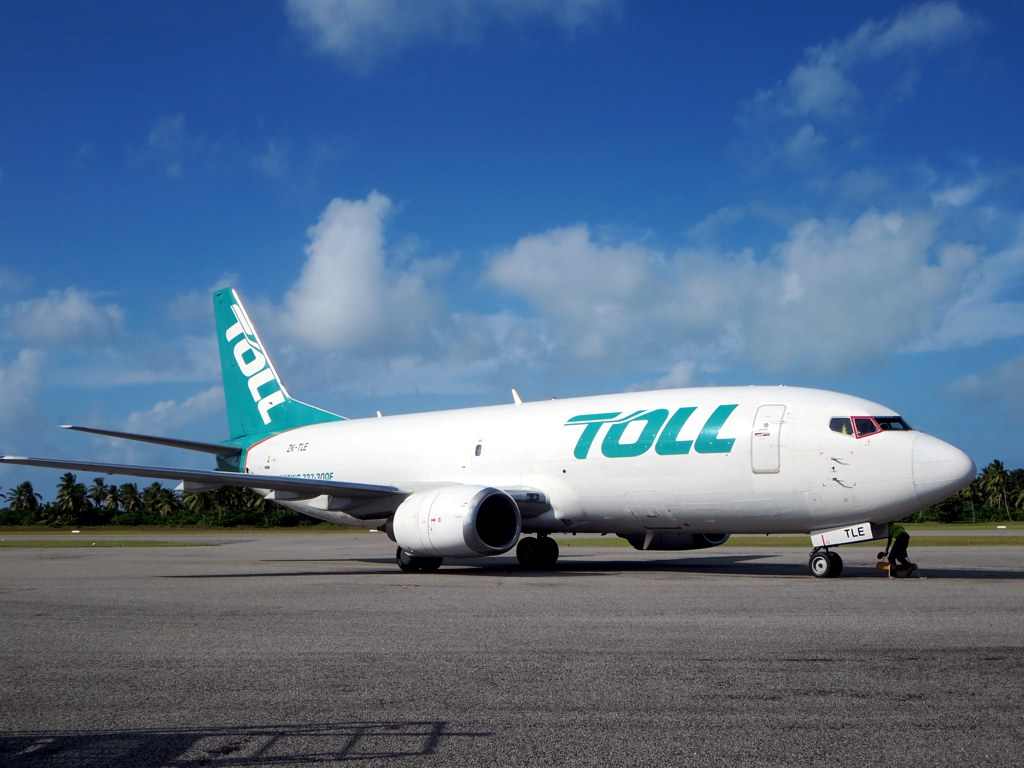
Uno dei Boeing 737-300 della compagnia.

A gennaio 2024 la flotta di Airwork è così composta:

## Incidenti
- Il 2 maggio 2005, il volo Airwork 23, un Swearingen SA227-AC Metro III, proseguì con i motori settati a piena potenza invece che in modalità crociera per recuperare il tempo perso prima della partenza. All'accensione della potenza di crociera, il comandante notò un grave squilibrio tra i serbatoi del carburante e avviò le procedure di flusso incrociato. Poco dopo, alle 22:13 ora locale, l'aereo entrò in una discesa a spirale e si disintegrò, provocando la morte di entrambi i piloti.[11]
- Il 26 gennaio 2014, un Boeing 737-300(SF), marche ZK-TLC, subì il collasso del carrello durante l'atterraggio a Honiara, nelle Isole Salomone. Non ci furono vittime, ma l'aereo venne danneggiato irreparabilmente.[12]